# 义城站
義城站（：／ Uiseong yeok */?）是位于韩国庆尚北道義城郡義城邑的一个铁路车站，属于中央线。

## 历史
- 1940年3月1日 - 落成使用。[1]

## 相鄰車站
韓國鐵道公社
中央線
安東－義城－軍威